# Ethyleencyaanhydrine
Ethyleencyaanhydrine of ECH is een organische verbinding met als brutoformule C3H5NO. De stof komt voor als een heldere kleurloze tot gele vloeistof, die mengbaar is met water.

## Toepassingen
Ethyleencyaanhydrine is een tussenproduct in de bereiding van acrylonitril. Hier reageren etheenoxide en blauwzuur in een basisch milieu met elkaar tot ethyleencyaanhydrine:
Dit splitst nadien een molecule water af, met aluminiumoxide als katalysator, en vormt uiteindelijk acrylonitril.

## Toxicologie en veiligheid
De stof kan polymeriseren onder invloed van organische basen. Ze ontleedt bij verhitting of bij contact met zuren, zure dampen of water, met vorming van zeer giftige dampen, waaronder waterstofcyanide. Ethyleencyaanhydrine reageert hevig met sterk oxiderende stoffen.
De stof is irriterend voor de ogen en de huid. Het is minder schadelijk dan de meeste nitrilen, die in het lichaam meestal gemakkelijk blauwzuur vormen.